# Sesso orale

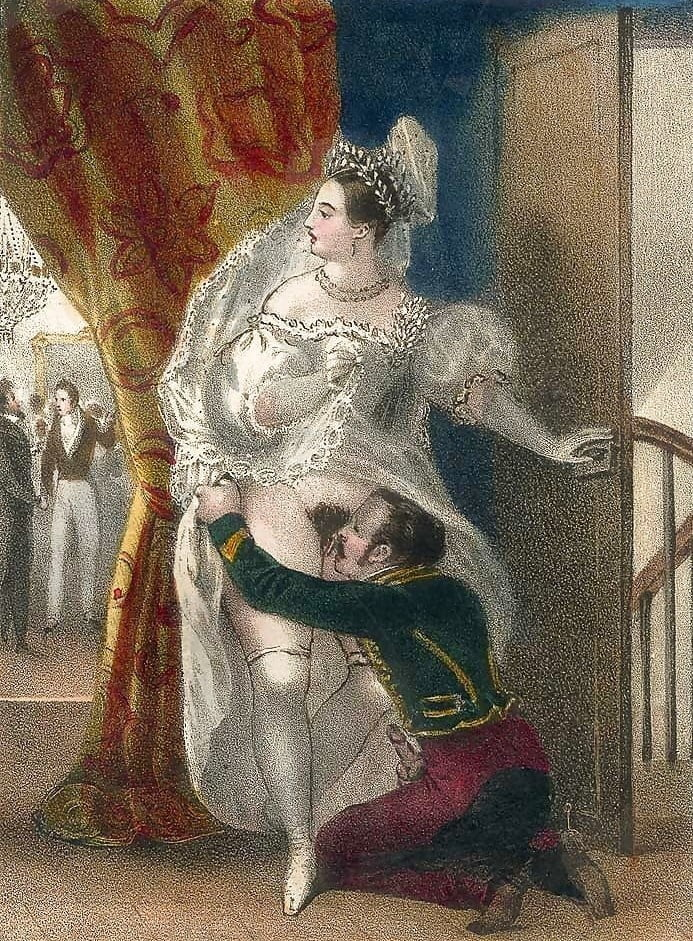
Un dipinto d'epoca in cui viene raffigurato del sesso orale praticato da un uomo a una donna

Sesso orale è la locuzione con cui comunemente ci si riferisce alle pratiche sessuali che richiedano l'uso della bocca e della lingua per la stimolazione erotica degli organi genitali maschili o femminili.

## Storia

### Età antica e Medioevo
Entro certi limiti la pratica del sesso orale era generalmente accettata in quelle culture in cui la balneazione (terme, bagni pubblici) era un costume sociale diffuso. Nella Grecia antica, nella quale l'omosessualità era tollerata e il ruolo della donna nella società generalmente non era di spicco, la persona che eseguiva il sesso orale era considerata attiva e quella che lo riceveva era considerata passiva.
Nell'antica Roma pagana il sesso orale era generalmente visto in un'ottica di sottomissione e controllo, evidenziata da due parole latine che descrivono l'atto: irrumare (penetrare oralmente) e fellare (succhiare). "Eseguire" qualsiasi pratica di sesso orale era considerato un atto passivo, ovvero riflesso di un'attività "sottomettente", mentre "ricevere" il sesso orale era considerato un atto attivo, ovvero riflesso di un'attività "controllante".
In questa logica eseguire la fellatio e il cunnilingus era considerato deplorevole per un uomo: in particolare era considerata un'aberrazione per un uomo essere penetrato o controllato da un'altra persona di classe sociale inferiore. Questa stessa logica però permetteva a un uomo di ricevere la fellatio da una donna o da un altro uomo di una classe sociale inferiore come uno schiavo o un debitore, perché avrebbe espresso la sottomissione della persona di classe inferiore di cui avrebbe diretto le azioni. Il sesso orale tra membri di classi sociali basse era considerato un atteggiamento ancor più vizioso.
A tal proposito Catullo, nel suo carmen XVI, scrive:

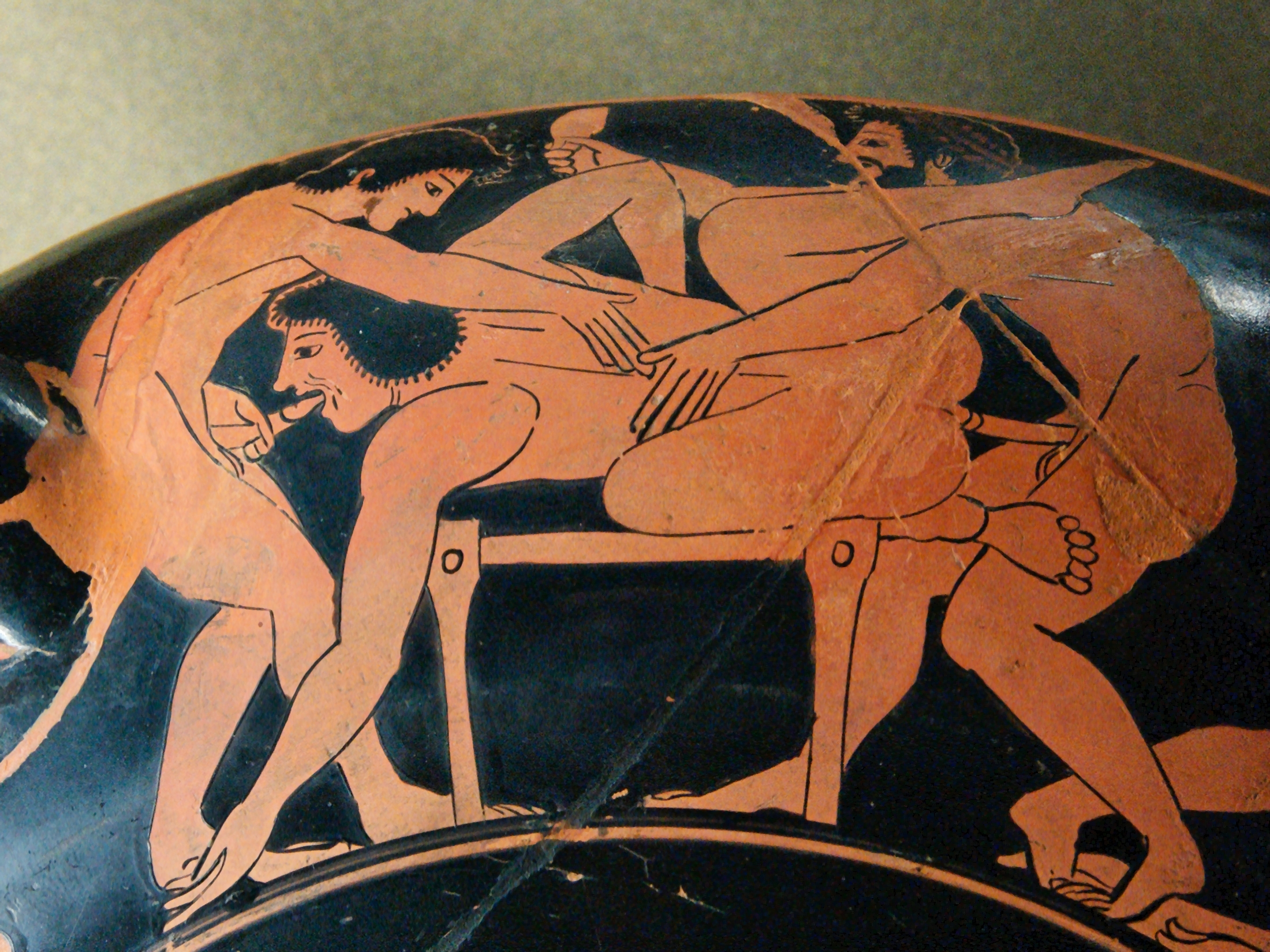
Pratica di sesso orale e anale durante un'orgia, parte di vaso di una kylix attica a figure rosse, c. 510 a.C.; Museo del Louvre, Parigi

I Romani consideravano comunque il sesso orale una pratica molto più deplorevole rispetto al sesso anale: si diceva che chi era solito praticarlo soffrisse di alito pesante ed era spesso un ospite sgradito a tavola. Si pensava che fossero state le donne di Lesbo ad aver introdotto la pratica della fellatio e si diceva che usassero tingere di bianco le labbra con il seme. Contribuivano a questo giudizio anche ragioni di igiene: si riteneva che il sesso orale rendesse la bocca sporca e costituisse un potenziale rischio per la salute.

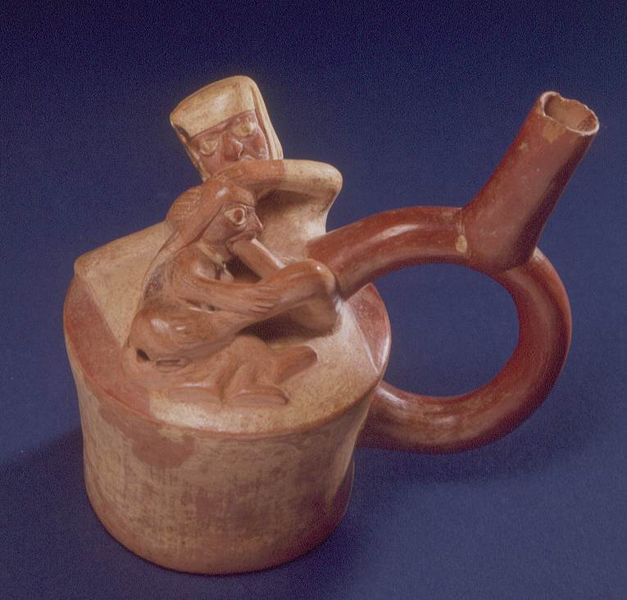
Pratica di sesso orale (fellatio) in un vaso Mochica

Con il giungere del Medioevo il sesso orale fu considerato un tabù in gran parte dell'Occidente, in particolare a causa dello stretto ed esclusivo nesso fra sessualità e procreazione posto dal cristianesimo di quell'epoca. In base a questa connessione ogni pratica o atto sessuale non collegati alla riproduzione risultavano impuri ed erano perciò severamente proibiti.

### Età moderna
Le disposizioni religiose, specialmente del cristianesimo, in materia di atti sessuali non direttamente finalizzati alla procreazione hanno reso di fatto questa pratica poco accettata in Europa. Tutti i grandi regimi totalitari del Novecento, come il regime nazista o i regimi di matrice stalinista, spesso accusavano nemici politici di "atti immorali che minavano la cultura e la tradizione popolare" per poter eliminare dalla scena sociale persone ritenute sgradite al regime.
Sviluppi alla pratica erotica li hanno portati le teorie di Sigmund Freud: Freud chiama il contatto tra le zone erogene, la mucosa labiale e i genitali, perversione, deviazione dall'oggetto sessuale vero e proprio, l'organo genitale del sesso opposto, non una pratica adatta al raggiungimento del coito. Inoltre nell'uomo la fellatio, il contatto tra la bocca della donna e l'organo genitale maschile, è l'atto di potere sul proprio oggetto sessuale secondo il più antico istinto di dominio proprio all'uomo, mentre per la donna non ci sono precise indicazioni al riguardo.
La liberalizzazione dei costumi sessuali e l'avvento della pornografia cinematografica a partire dai filmati erotici degli anni trenta hanno fatto sì che il sesso orale terminasse di essere un tabù e lo hanno in un certo senso "legittimato". Il sesso orale, attivo o passivo, è diventato una pratica complementare o alternativa al rapporto sessuale completo, spesso praticata nell'ambito dei preliminari al rapporto vero e proprio, ovvero come forma di petting. Molte donne e molti uomini ritengono il sesso orale un mezzo appropriato e normale per raggiungere il piacere sessuale, perfino preferibile al coito.
Ciò ha avuto riflessi sul costume, tanto che anche alcuni film non pornografici presentano alcune scene esplicite di sesso orale.
Diverso il discorso per il film muto Blow Job di Andy Warhol del 1964, che, contrariamente al titolo esplicito e provocatorio, mostra esclusivamente l'espressione del volto del giovane protagonista che, si deduce, è il soggetto passivo di un rapporto orale non mostrato.

### Rilevanza nel diritto penale
La rilevanza penale del sesso orale dipende dalla particolare considerazione che questo tipo di pratica sessuale riveste in alcune culture e di riflesso negli ordinamenti giuridici: in alcuni di essi il sesso orale non configura un vero e proprio rapporto sessuale, ma una forma di contatto "improprio", che non comporta lo stabilirsi di una relazione sessuale a tutti gli effetti.
Il sesso orale è al centro della vicenda che riguarda un caso di violenza sessuale di una donna su un uomo avvenuta in Norvegia. Nel gennaio del 2005 un ragazzo rimasto a dormire in casa di amici dopo una festa è stato svegliato da una sua amica che gli stava praticando del sesso orale, mentre il compagno della ragazza fotografava la fellatio. Durante il processo il ragazzo sottoposto al rapporto orale ha dichiarato di non avere prestato il suo consenso a esso, contro quanto affermato dalla ragazza e dal suo compagno. La fellatrice è stata condannata a 9 mesi di carcere e cinquemila euro di multa.
Nel 2006 a Taiwan una donna ha denunciato il marito, reo di averla tradita facendo sesso orale con un'altra donna, ma l'Alta Corte taiwanese ha decretato che un rapporto orale fuori dal matrimonio non costituisce adulterio. Infatti la legislazione taiwanese in vigore non equipara il sesso orale a un rapporto sessuale completo, che consiste esclusivamente nel contatto dei genitali di entrambi i partner. De iure condendo, quarantanove giuristi si sono riuniti per esaminare la materia e valutare l'opportunità di modificare la legislazione pertinente, giungendo però all'identica conclusione dell'autorità giudiziaria, ossia che il sesso orale extramatrimoniale non configura un adulterio, per cui la legge non è stata modificata.
Il sesso orale era illegale in 22 Stati degli Stati Uniti d'America. Spesso le leggi che ne dichiaravano l'illegalità proibivano anche la sodomia ed erano sovente dirette solo a coppie omosessuali o per lo meno applicate solo in riferimento a tali coppie. Nel 2003 queste leggi sono state dichiarate illegittime dalla Corte Suprema e sia i rapporti omosessuali sia il sesso orale tra adulti consenzienti sono stati decriminalizzati.
La questione se il sesso orale configuri un rapporto sessuale è diventata preminente negli Stati Uniti nel 1998, con il cosiddetto Sexgate: il presidente statunitense Bill Clinton dichiarò davanti a una corte di non avere avuto una relazione sessuale con la stagista Monica Lewinsky, nonostante avesse ripetutamente ricevuto da lei sesso orale. Egli stesso successivamente definì il sesso orale un "rapporto improprio" per scagionarsi dall'accusa di aver mentito davanti alla corte.

## Ruolo del sesso orale nella sessualità umana
Il sesso orale è praticato sia come alternativa al rapporto sessuale completo, sia come suo preliminare o complementare. Va tuttavia ribadito che il sesso orale non è un metodo di prevenzione delle malattie sessualmente trasmissibili, ma semplicemente un atto sessuale in cui non c'è contatto diretto dello sperma con la vagina, mentre può esserci contatto diretto dello sperma con la lingua e la mucosa della bocca.
In rapporto alle diverse culture e psicologie, gli individui hanno un rapporto variabile con il sesso orale, che può andare dal disgusto al solo pensiero, al desiderio come atto molto piacevole, fino al preferirlo alla penetrazione genitale o anale.
Gli organi sessuali non sono le uniche parti anatomiche del corpo umano a essere molto sensibili e ricche di terminazioni nervose: anche la bocca, la lingua e le labbra lo sono. Per questo motivo il piacere del sesso orale non si limita unicamente alla persona che lo riceve. Peraltro il piacere del partner che lo offre può essere incentivato dal fatto di trovare piacevole ed eccitante il sapore e/o l'odore dell'apparato genitale del ricevente.
Il sesso orale può anche agevolare la successiva eventuale penetrazione, in particolare laddove l'eccitazione che esso produce nella donna che lo riceve migliora la lubrificazione vaginale agevolando l'ingresso del pene o di sex toy. Inoltre la pratica del sesso orale sul pene ne favorisce l'erezione e può essere utilmente adottata per risolvere temporanei deficit erettili dovuti ad esempio a cause psicologiche transitorie.

## Tecniche

### Fellatio

Fellatio: stimolazione orale del pene, mentre con la mano sinistra lo masturba

Questo tipo di stimolazione, che può portare all'orgasmo e all'eiaculazione, non è necessariamente dovuto alla suzione, definizione etimologica della fellatio, bensì più sovente allo stesso meccanismo del coito genitale: il partner stimola il glande con labbra e lingua imitando il movimento del coito, praticando quindi un vero e proprio "penilingus", in genere tenendo fermo il pene con la mano o accarezzandolo, coinvolgendo eventualmente nell'atto anche i testicoli. 
È eventuale l'ingestione dello sperma (colloquialmente detta "l'ingoio"), dato che la fellatio può non culminare nell'eiaculazione, per esempio perché utilizzata solo come preliminare al coito, ossia come "heavy petting", oppure quest'ultima può aver luogo fuori dalla cavità orale del partner.

### Deep-throating

Deep-throating

Una tecnica definita in inglese deep-throating è quella in cui l'intero pene eretto viene introdotto nella bocca del partner. Poiché di solito il pene eretto è più lungo del cavo orale, questa tecnica richiede di "inghiottirne" una parte; ciò è possibile solo sopprimendo il riflesso istintivo a vomitare che si genera per esempio quando ci si infila un dito in gola; per eseguire il deep throating chi lo offre deve avere padronanza nel rilassare i muscoli faringei mentre viene gradualmente inserito il pene eretto. La posizione più favorevole da assumere per eseguirlo è quella inversa al partner (la pratica altrimenti nota come "69"), poiché per praticare la fellatio in posizione stante, per esempio inginocchiati, è indispensabile flettere il pene eretto del partner per portarlo almeno in una posizione orizzontale.

### Irrumatio
La pratica dell'irrumatio è simile alla fellatio, ma comporta la penetrazione della bocca come orifizio passivo anziché attivo, spostando il controllo prevalente del rapporto dalla persona che riceve il pene in bocca a quella che ve lo introduce. Nell'accezione latina, il termine indicava probabilmente soltanto la penetrazione orale di un partner maschile, come nell'invettiva catulliana riportata sopra.

### Cunnilingus

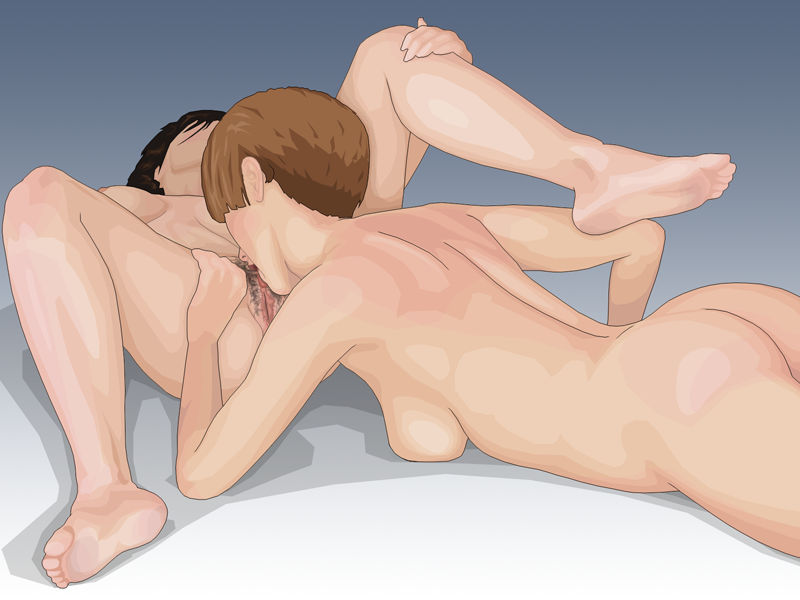
Cunnilingus

La vulva, in particolar modo la clitoride, viene baciata, leccata o succhiata. Anche l'ingresso della vagina può essere stimolato con la lingua. Per alcune donne il cunnilingus, specialmente se eseguito da un partner allenato, risulterebbe molto più efficace della penetrazione nel portarle al raggiungimento dell'orgasmo.
Alcune persone ritengono che mormorare durante il cunnilingus (o anche durante la fellatio) aumenti la soddisfazione della partner. Il comico Sam Kinison suggerì in un numero di cabaret di disegnare con la lingua lettere dell'alfabeto durante il cunnilingus. Lo spunto ironico è stato utilizzato nel film Cruel Intentions nel quale Ryan Phillippe seduce e inizia al sesso una giovanissima Selma Blair recitandole l'alfabeto.
L'odore a volte pungente del sesso della partner può risultare gradito ad alcuni (una pratica consiste nel respirare tali odori) e infastidire altri. In ogni caso una corretta e tempestiva igiene intima, del resto suggerita dal buon senso in qualsiasi tipo di rapporto sessuale, può evitare la formazione di odori sgradevoli che in generale sono da attribuirsi alla presenza di batteri.
Praticando il cunnilingus può capitare che dell'aria entri nella vulva e che la stessa fuoriesca, sempre durante la pratica, dando vita a una sorta di flatulenza vaginale assolutamente involontaria e inodore.

### Facesitting
Il facesitting (letteralmente "sedersi sulla faccia") è una forma di cunnilingus o anilingus in cui chi lo riceve ha un ruolo attivo e si siede sul viso della persona che lo offre, premendolo coi propri genitali o con il proprio ano. Come nell'irrumatio, la persona che offre il sesso orale durante il facesitting ha un ruolo quasi esclusivamente passivo.

### Sessantanove o 69

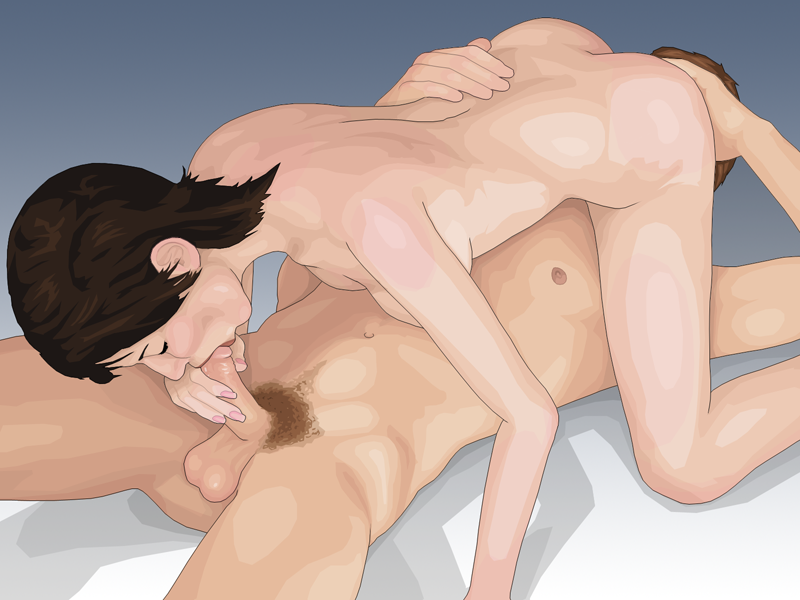
La posizione del 69

Il sesso orale può essere eseguito da entrambi i partner allo stesso momento nella posizione del 69. La posizione è così chiamata perché la forma delle cifre 6 e 9, intese come persone stilizzate, suggerisce una loro posizione affrontata e reciprocamente inversa.
Le posizioni che si possono assumere durante un sessantanove sono: quella in cui entrambi i partner sono l'uno di fronte all'altro distesi su un fianco; oppure quella in cui uno dei due si dispone sopra l'altro.
- Nella posizione distesi sul fianco il sesso orale può avvenire in modo statico, nel qual caso la stimolazione reciproca avviene soprattutto con la lingua o con le labbra; oppure in modo dinamico quando i movimenti ritmici del bacino dell'uno o di entrambi i partner rendono il rapporto orale simile a un coito, nel qual caso la stimolazione è data soprattutto dal fondo della bocca e dalla gola.
- Nella posizione in cui uno si pone sopra l'altro, è possibile scegliere fra quella distanziata e quella ravvicinata. In entrambe è necessaria una buona intesa fra i due partner e una grande attenzione dell'uno verso l'altro.
  - Nella posizione distanziata un partner, in genere l'uomo, si pone in ginocchio poggiando le mani a terra ("alla caprina"), mentre l'altra persona gli si distende al di sotto supina. Se non vi è una sufficiente intesa fra le due persone, la suzione del pene da parte della persona supina risulterà alquanto faticosa e spiacevole, tanto per l'eccessiva altezza a cui esso si troverà situato, quanto per lo spazio troppo angusto esistente fra le gambe, obbligandola a uno sforzo supplementare di sollevamento della testa, sia che voglia avvicinarsi in modo statico sia in maniera ritmica.
  - Un'intesa perfetta fra le due parti è invece indispensabile nella posizione ravvicinata. Infatti mentre la persona supina è immobilizzata dal corpo del partner che le è disteso sopra, essa rischia di venire soffocata dall'immissione del pene nella sua bocca che le ostruirà ogni via di respirazione. Diversamente una grande soddisfazione vi può essere in questa posizione per entrambi i partner quando la grande attenzione verso l'altro e una piena intesa reciproca porterà dapprima la persona in posizione dominante a farsi guidare dal partner sottostante sia nel ritmo di penetrazione da assumere, che dovrà tenere conto del ritmo di respirazione della persona sottostante, sia riguardo alla profondità massima possibile di immissione del pene oltre la quale vi sarebbe l'istintivo riflesso faringeo di rigetto.

### Teabagging

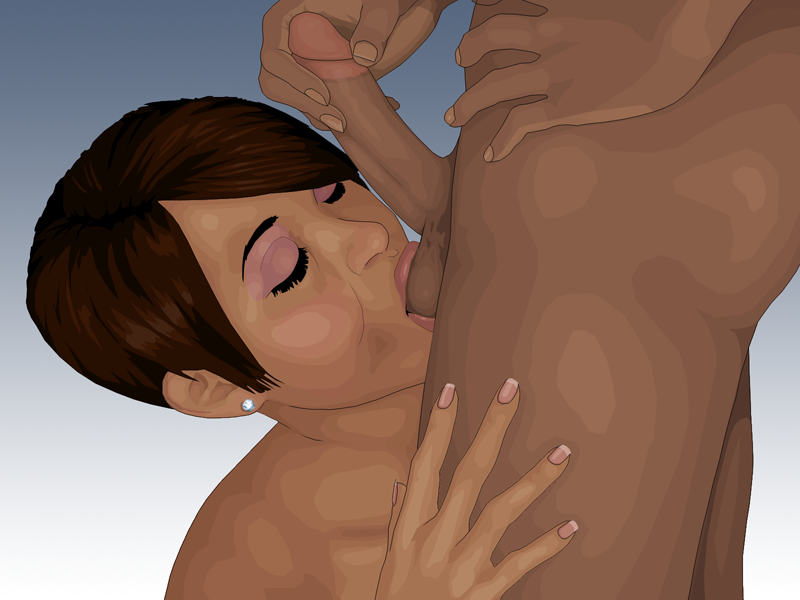
Teabagging

Teabagging è un termine gergale del linguaggio giovanile della cultura anglosassone che indica l'atto compiuto dal maschio nell'inserire il suo scroto all'interno della bocca del partner. In questa pratica erotica il partner può stimolare i testicoli baciandoli o leccandoli per aumentare il piacere della persona coinvolta. Le origini del nome attribuito a tale pratica sono dovute alla somiglianza con il gesto di immergere una busta di tè (in inglese: tea bag) all'interno di una tazza, con il tipico movimento ripetitivo. Data l'assenza di penetrazione è un atto praticabile per puro erotismo e durante i preliminari.

### Anilingus

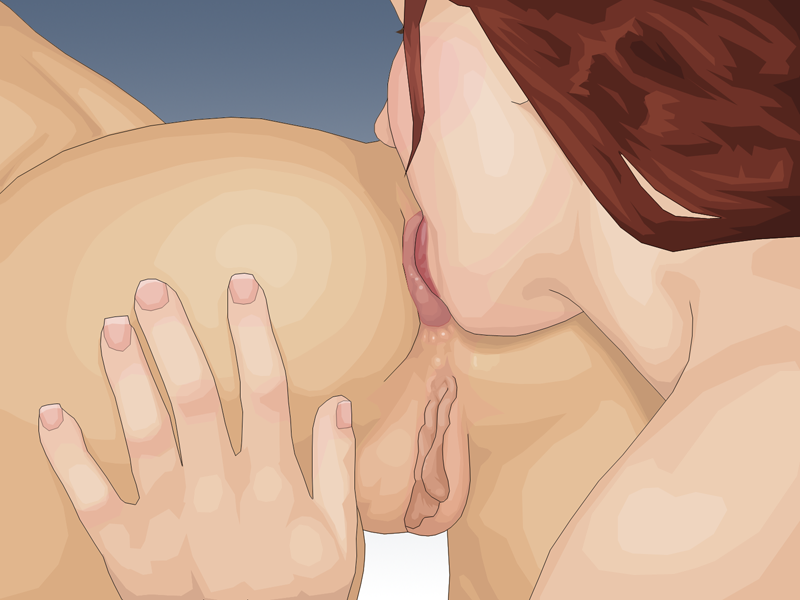
Due donne che praticano l'anilingus: primo piano

L'anilingus, detto anche rimming o rimjob, consiste nello stimolare l'ano con la bocca e la lingua. Questa pratica può essere gradita sia dagli uomini sia dalle donne in considerazione della identica sensibilità dell'ano in entrambi i generi sessuali.

### Auto-stimolazione orale

#### Auto-fellatio

Un uomo che pratica l'autofellatio

È il sesso orale praticato da un uomo su sé stesso: una forma di masturbazione che consiste nello stimolare il proprio pene con la propria bocca e lingua. In realtà è un atto che alla stragrande maggioranza degli uomini risulta impossibile; non riesce se non vi è la giusta combinazione di un corpo snello, di una notevole flessibilità della spina dorsale, e di una sufficiente lunghezza del pene necessari per compiere questo atto. L'auto-fellatio, laddove ricorrano questi requisiti, può essere eseguita in diverse posizioni: stando in piedi, stando in ginocchio, da seduti, oppure distesi supini. Di fatto si distinguono sostanzialmente due posizioni: la posizione "a C", e la posizione "a X".
- La posizione "a C" è la più frequente e consiste semplicemente nel flettere il torso in avanti fino a raggiungere il proprio pene con la bocca. Raramente essa viene eseguita stando in ginocchio per la consistenza delle cosce che urtano contro le costole inferiori, e ancora meno stando in piedi (postura più faticosa). La maggior parte delle persone capaci di auto-fellatio la eseguono: stando seduti su una superficie piana (a terra o su un letto) e divaricando le gambe; stando seduti su una postazione rialzata (una sedia, uno sgabello, ecc.) nel qual caso vi è il vantaggio della spinta dei piedi che permette un ulteriore avvicinamento del bacino; infine da una posizione supina, stando sdraiati a terra o su un letto e buttando all'indietro le gambe come a voler fare una capriola all'inverso.
- La posizione "a X" è la più difficile di tutte e richiede un'estrema flessibilità, da veri e propri artisti circensi. È una posizione "a C" dove però il corpo viene ulteriormente flesso (diremmo oltre i 180 gradi), da risultare come arrotolato su sé stesso. È possibile eseguirla solo stando supini e buttando le gambe all'indietro, facendo emergere fra le cosce prima la testa e poi tutto quanto il torso e le braccia, e infine bloccando le gambe rivoltate indietro facendole passare sotto le proprie ascelle. In questa posizione il mento viene a trovarsi ad altezza dei testicoli.

Esistono, sparse nel mondo, associazioni di cultori dell'auto-fellatio, molte delle quali rintracciabili su internet. In genere esse invitano a una grande prudenza e cautela nell'eseguire questa pratica, poiché per chi non è predisposto tentativi frettolosi e maldestri potrebbero portare a gravi danni alla colonna vertebrale.
La pratica dell'auto-fellatio ha dato luogo a una ricca aneddotica:
- Una leggenda metropolitana, probabilmente fondata sulla notoria intensa attività erotica del poeta Gabriele D'Annunzio, ha attribuito a questo personaggio il ricorso all'auto-fellatio, resa possibile da un'operazione chirurgica con cui egli si sarebbe fatto asportare due costole. Ovviamente non solo è una leggenda che il poeta si sia fatto togliere le costole, ma è altrettanto priva di fondamento l'idea che l'asportazione delle costole possa poi consentire l'auto-fellatio[6].
- Il finlandese suedofono Ior Bock sosteneva che i maschi della sua linea familiare (Boxström) avessero preservato per generazioni l'antica pratica rituale dell'autofellatio, legata ai culti pagani della fertilità.

#### Auto-cunnilingus
L'auto-cunnilingus è l'auto-stimolazione orale di vulva e clitoride. Solo una piccolissima parte delle donne riesce a eseguire questa pratica sessuale.

#### Auto-anilingus
L'auto-anilingus è l'auto-stimolazione orale dell'ano. Pochissimi uomini e pochissime donne riescono a eseguirlo.

#### Cum swapping

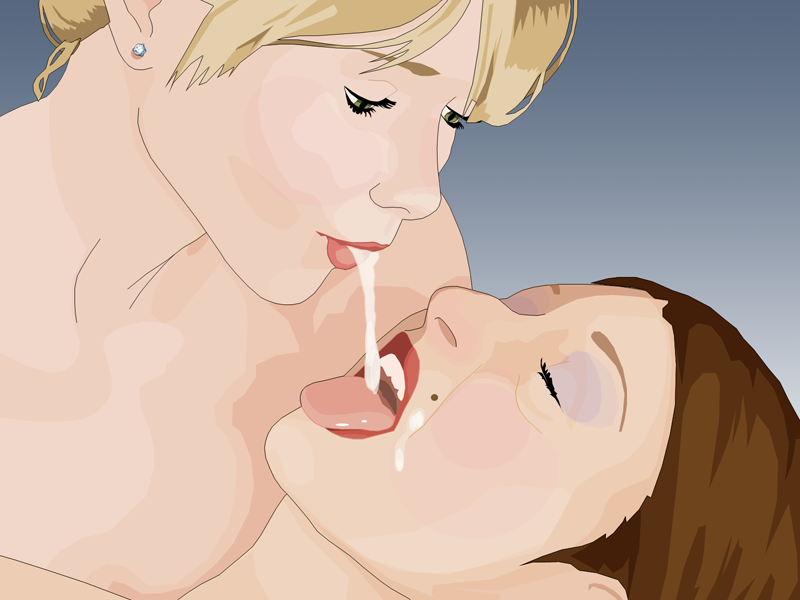
Cum swapping

Cum swapping, snowballing o spermutation è la pratica sessuale in cui un partner accoglie nella sua bocca lo sperma di un'altra persona e lo passa (swap) nella bocca di un'altra, solitamente tramite un bacio o facendolo colare.
L'utilizzo del termine snowballing deriva dal cosiddetto "effetto palla di neve", ossia dall'aumento della quantità di liquido contenente sperma e saliva in proporzione a quanti sono i passaggi impiegati.
Siccome queste pratiche prevedono uno scambio di liquidi biologici senza nessun tipo di protezione non sono considerate una forma di sesso sicuro. Pertanto i rischi sono gli stessi del sesso orale non protetto.
Il termine è stato reso popolare dal film di Kevin Smith Clerks - Commessi, nel quale il nome d'arte del personaggio Willam Black è "Palla di Neve" (Snowball), in quanto ama questo tipo di pratica.

## Questioni sanitarie
Il liquido seminale contiene acqua, piccole quantità di sali minerali, proteine e zuccheri. Essendo una sostanza leggermente basica, può avere un gusto aspro o salmastro a seconda dell'alimentazione; tuttavia, come tutti i fluidi sessuali maschili e femminili, non è dannoso per chi sugge, se non per quanto riguarda eventuali malattie sessualmente trasmissibili.
Nel praticare il sesso orale alcuni esagerano nel mordere i genitali o nel graffiarli coi denti. Se il sesso orale viene eseguito con molta veemenza è possibile provocare danni o abrasioni sia agli organi genitali sia alle mucose orali.

### Malattie sessualmente trasmissibili
Vi sono molte malattie trasmissibili attraverso i rapporti orali:
- il virus dell'immunodeficienza umana HIV, di cui esistono due tipi: l'HIV-1 più diffuso e l'HIV-2 prevalente in Africa, è trasmissibile attraverso le secrezioni vaginali o lattee ed eventuali tagli nella bocca o in prossimità di essa;
- il virus del papilloma umano genera il condiloma acuminato, cioè verruche che si localizzano sul pene, nell'ano, o nelle mucose vaginali, dove possono causare il carcinoma della cervice;
- sull'herpes simplex o labialis, di cui si conoscono due tipi di virus: l'HSV-1 che produce un'infezione non genitale e l'HSV-2 che è la causa principale dell'infezione genitale e neonatale. Alcune fonti[11] dichiarano che il virus può essere trasmesso dalle regioni orali a quelle genitali e viceversa;
- il virus di Epstein-Barr, può trasmettere la mononucleosi infettiva tramite la saliva;
- il cytomegalovirus è un altro sierotipo della famiglia dei virus herpes;
- l'epatite virale C e l'epatite virale B.

Anche alcuni parassiti possono generare patologie trasmissibili attraverso il sesso orale, come:
- il trichomonas vaginalis, un protozoo flagellato, è trasmissibile durante l'atto sessuale ed è in grado di colonizzare le pareti vaginali;
- tra i batteri, il più diffuso, soprattutto a livello maschile, è il neisseria gonorrhoeae o gonococco, che provoca la gonorrea quando infetta le pareti dell'uretra, generando una risposta infiammatoria e secrezioni purulente, associate a dolori o bruciori durante la minzione;
- altri batteri collegati a patologie trasmissibili sono i treponemi, tra cui l'agente eziologico della sifilide, con penetrazione della mucosa e formazione di ulcere non doloranti; e nelle fasi tardive provoca rash cutaneo e papule diffuse dovute alla risposta infiammatoria e immunitaria.

L'uso costante e diligente del preservativo (di lattice o di poliuretano), sia quello tradizionale, sia quelli appositamente progettati per il cunnilingus, può prevenire la trasmissione di queste malattie. Il preservativo può essere sostituito dall'uso di una qualsiasi barriera in lattice (come un preservativo tagliato) o anche da una semplice pellicola trasparente, frapposta fra la bocca e i genitali femminili. Sono facilmente reperibili in commercio preservativi aromatizzati per evitare il gusto sgradevole del lattice o del poliuretano. Alcune precauzioni alternative possono diminuire, ma non annullare, i rischi d'infezione.

## Animali che praticano il sesso orale
Gli esseri umani non sono gli unici animali a praticare il sesso orale. Esso è stato osservato anche nei bonobo (Pan paniscus), primati affini agli scimpanzé, che sono soliti utilizzare il piacere sessuale come base per i rapporti sociali all'interno del gruppo, per esempio per la condivisione del cibo o per fare pace dopo un litigio, e in alcuni pipistrelli come per esempio il pipistrello della frutta.
In alcune specie animali, come ad esempio nei cefalopodi dove apparato genitale e orale corrispondono, si è potuto scientificamente constatare, per opera di uno studio metodologico condotto dagli scienziati della Columbia University, non solo che con l'assunzione di liquido seminale da parte delle femmine vi sarebbe un incremento della loro fertilità, ma addirittura il sistema immunitario e le condizioni generali ne trarrebbero giovamento, allontanando lo spettro di patologia come la pre-eclampsia e aborti spontanei. Su modello animale questo comportamento è stato replicato in diversi esemplari con successo, confermando i benefici.